# Chiesa dei Santi Benedetto e Scolastica all'Argentina

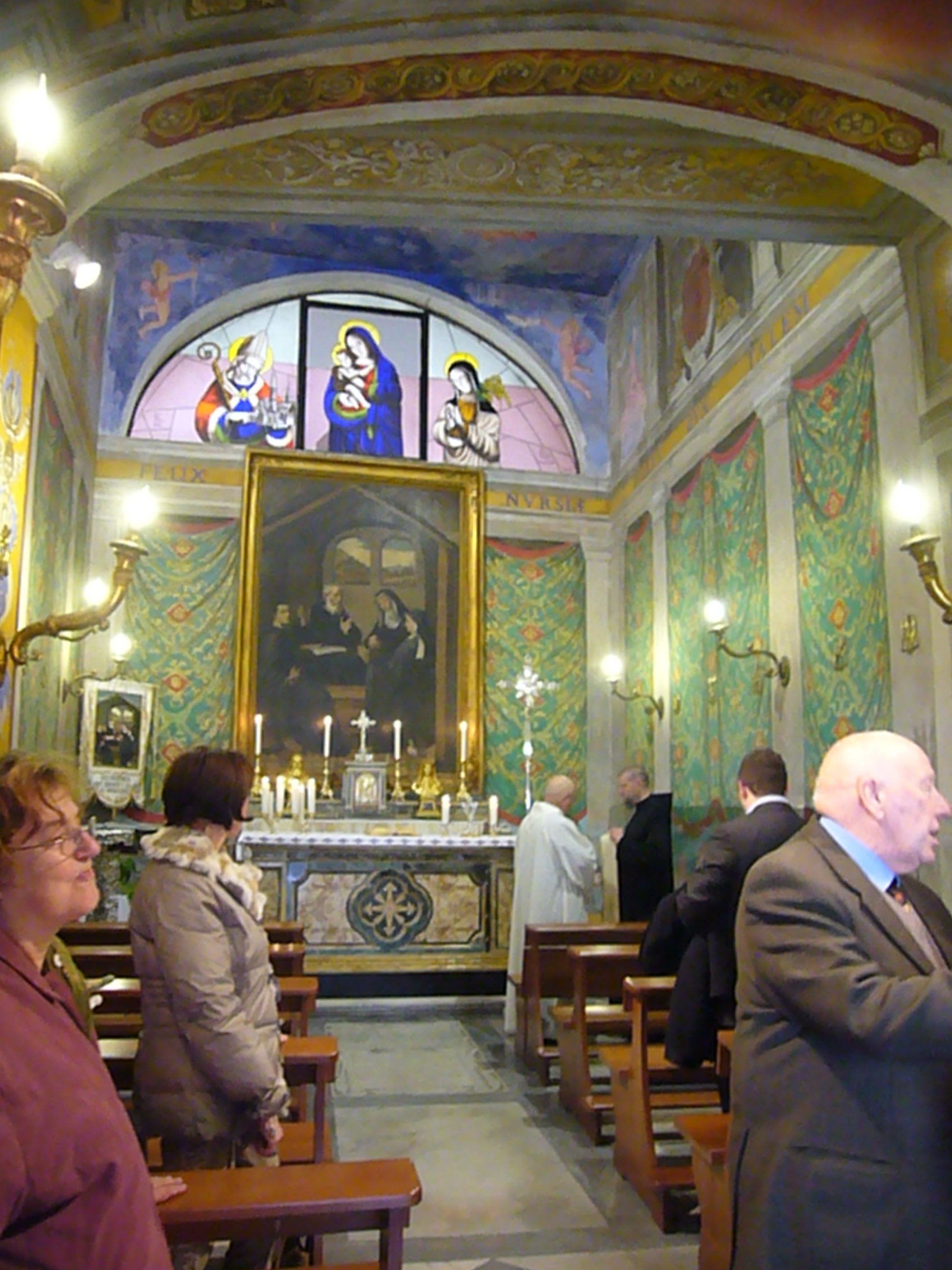
Interno

La chiesa dei Santi Benedetto e Scolastica all'Argentina è un luogo di culto cattolico di Roma, nel rione Sant'Eustachio, in via di Torre Argentina, al pianterreno di palazzo Lucarucci.

## Storia e tradizioni
Essa è chiesa regionale dei nursini, che agli inizi del XVII secolo fondarono a Roma un'arciconfraternita intitolata ai due santi fratelli nati a Norcia costruendo un oratorio nel 1625: la confraternita fu approvata da papa Paolo V nel 1615 e da papa Gregorio XV nel 1623. Un membro della confraternita, Pier Matteo Lucarucci, morendo, lasciò alla stessa un proprio immobile (dove essa già si riuniva, al piano terreno), dando così la possibilità al sodalizio di allargare l'oratorio e trasformarlo in chiesa.
La chiesa è conosciuta anche con il nome di San Benedetto della ciambella; così Marcello Armellini spiega questo curioso nome:
(Armellini, op. cit., p. 457)
La chiesa fu spogliata della maggior parte delle sue ricche opere dai francesi nel 1798 e dalla Repubblica romana nel 1849 e per questo più volte restaurata dai papi Pio IX e Leone XIII. Nella spoliazione effettuata dai francesi ne andò disperso anche l'archivio.

## Descrizione
La chiesa è priva di facciata propria; il suo ingresso, costituito da un elegante portale sormontato da un tondo recante l'iscrizione in latino «Divis Benedicto et Scholasticae patronis ordo et populus nursinus» (in italiano: «La magistratura ed il popolo di Norcia ai santi patroni Benedetto e Scolastica»), è inserito all'interno del prospetto su via di Torre Argentina dell'antico palazzo Lucarucci.
L'interno è a unica navata, con finte colonne dipinte alle pareti, e la scritta «Felix Nursiae tellus quae talem genuit alumnun» (in italiano: «O fortunata terra di Norcia che ha generato un tale figlio»); vi sono poi raffigurati dipinti e decorazioni ottocentesche dei papi restauratori. La navata è divisa in due campata da un arco poggiante su semipilastri: quella dedicata ai fedeli con copertura a botte mentre quella del presbiterio è a copertura piana.